# Sasha Cohenová
Sasha Cohenová, celým jménem Alexandra Pauline Cohenová (* 26. října 1984, Westwood, Kalifornie, USA), je bývalá americká krasobruslařka. Pochází z rodiny ukrajinských židovských přistěhovalců, hovoří plynně rusky. Proslavila se mimořádnou pohybovou flexibilitou a uměleckou působivostí svých jízd (její nejsilnější zbraní byly sekvence spirál), ale četné zdravotní potíže jí zabránily zvítězit na velké světové soutěži.

## Závodní kariéra
Sasha Cohenová se narodila v Kalifornii, její matka Galina je bývalá baletka (taneční umění jejího otce Lva Feldmana obdivoval i Stalin, svou dceru pojmenovala podle primabaleríny Alexandry Danilovové), její otec Roger je obchodní právník. Má mladší sestru Natashu (narozena 1988), která je hudebnice a básnířka. Jako svůj krasobruslařský vzor Sasha Cohenová uvádí Scotta Hamiltona, který také dokázal maximálně využít svoji malou výšku.
V dětství se věnovala gymnastice, od sedmi let přešla na krasobruslení, teprve od jedenácti let začala vrcholově závodit. V roce 2000 se stala vicemistryní Spojených států, na juniorském mistrovství světa skončila šestá. Následující sezónu vynechala pro zranění zad, v roce 2002 se kvalifikovala na olympiádu, kde obsadila čtvrté místo, stejně jako v následujícím roce na mistrovství světa v New Yorku. V roce 2003 vyhrála seriál Grand Prix, když na Kanadské brusli vytvořila světový rekord v novém systému bodování. Na mistrovství světa 2004 v Dortmundu vyhrála krátký program, ale po pádu ve volné jízdě skončila na druhém místě za Šizukou Arakawovou z Japonska. Stříbrnou medaili vybojovala také na dalším šampionátu v Moskvě. Sezóna 2005/2006 jí přinesla jediný titul mistryně USA, na hrách v Turíně nečekaně ovládla krátký program, znovu však nezvládla volnou jízdu a skončila na druhém místě. V tomtéž roce byla při neúčasti špičkových závodnic favoritkou mistrovství světa v Calgary, kde však obsadila až třetí místo. Po tomto zklamání se rozhodla přerušit závodní činnost.

## Přestávka a návrat
Od podzimu 2006 se Sasha Cohenová věnovala hlavně exhibicím (turné Stars on Ice, hostování v Cirque du Soleil), natáčela reklamy, působila v charitativních organizacích. Studovala herectví na New York Film Academy, účinkovala ve filmu o žokejkách Moondance Alexander a vytvořila cameo role ve filmu Ledově ostří a v seriálu Kriminálka Las Vegas. V roce 2009 se chtěla zúčastnit domácího světového mistrovství v Los Angeles, ale zastavily ji zdravotní potíže. Pokusila se probojovat na olympiádu do Vancouveru, její comeback vyvolal velkou mediální pozornost, ale na americké kvalifikaci ve Spokane skončila až na čtvrtém místě (postupovaly dvě závodnice). V březnu 2011 oznámila, že se už k závodění nejspíš nevrátí a chystá se studovat psychologii.

## Soukromý život
Sasha Cohenová působí jako modelka a televizní moderátorka, jejím snem je stát se módní návrhářkou (v minulosti se podílela na designu některých svých kostýmů). Ve volném čase má nejraději cestování, pečení cukroví a vodní lyžování. Je nadšenou čtenářkou, jejím oblíbeným spisovatelem je John Steinbeck. Za osoby, které nejvíce obdivuje, označila Audrey Hepburnovou a Lance Armstronga. Napsala autobiografickou knihu Fire on Ice.